# 水酸化金(I)
水酸化金(I)（すいさんかきん、英: Gold(I) hydroxide）は金の水酸化物で、化学式AuOHで表される無機化合物。

## 生成
金(I)イオンを含む物質の水溶液に過剰の塩基を反応させると沈殿する。
{\displaystyle {\ce {{Au^{+}}+OH^{-}->AuOH}}}